# Fred Warburton
Frederick Warburton (Little Bolton, 8 agosto 1880 – Morecambe, 29 novembre 1948) è stato un allenatore di calcio e calciatore inglese, di ruolo attaccante.

## Palmarès

### Allenatore

#### Club
- Campionato olandese: 1

HVV: 1913-1914

#### Nazionale
- Bronzo olimpico: 1

Olanda: Anversa 1920